# Anne van Auvergne

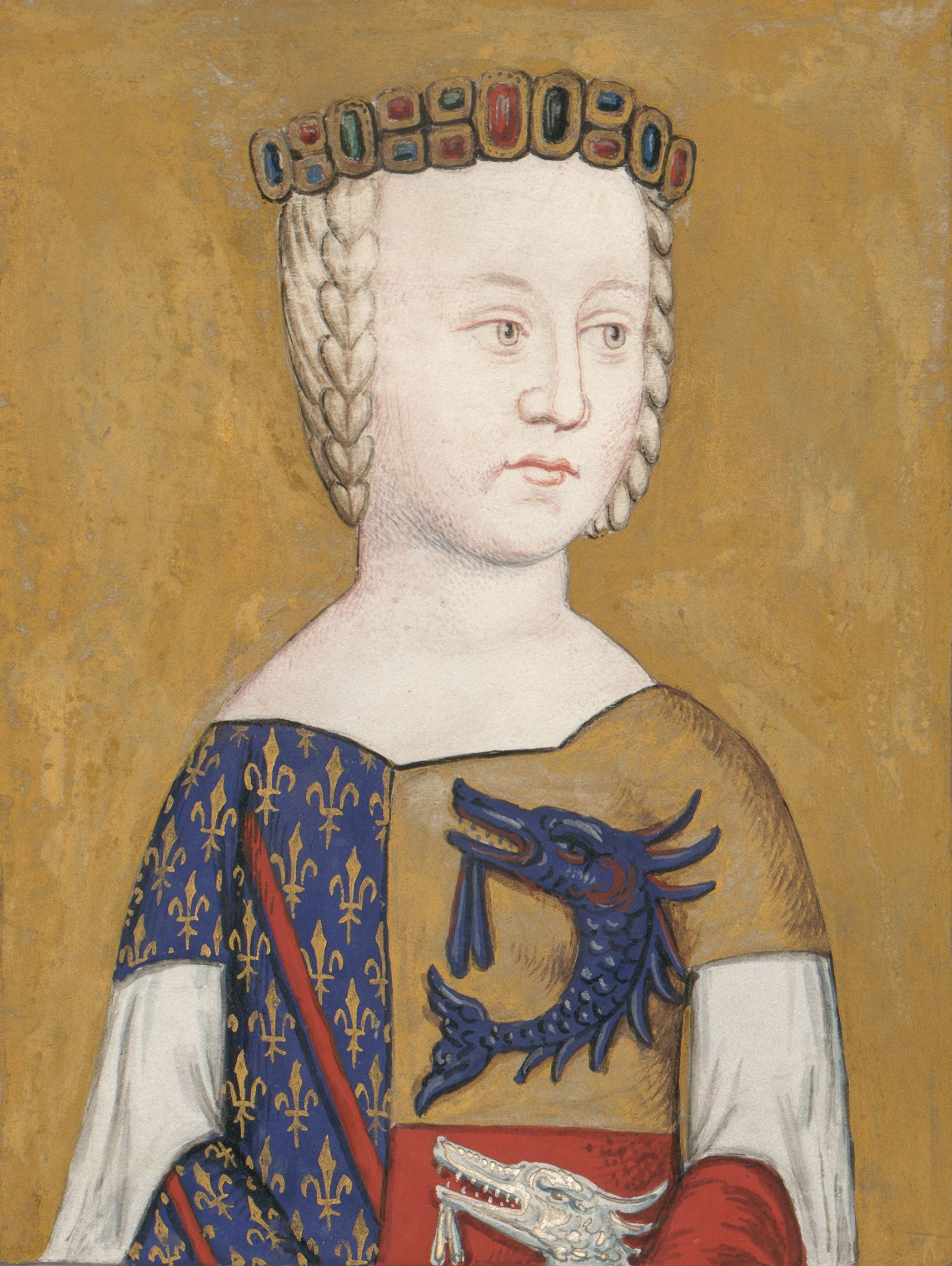
Anne Dauphine van Auvergne

Anne Dauphine van Auvergne (1358 - Cleppé, 21 september 1417) was gravin van Forez.

## Levensloop
Anne Dauphine was een dochter van Béraud II, dauphin van Auvergne, en van Jeanne van Forez. Langs moederzijde was zij verbonden met het grafelijk huis van Forez. Haar oom Jan II van Forez (1343-1372) werd in 1362 graaf van Forez. Omdat hij geen nakomelingen had, was Anne de volgende in lijn van opvolging. Toen Jan II van Forez zwaargewond werd aan het hoofd bij een gevecht tegen de Engelsen tijdens de Honderdjarige Oorlog, eiste Annes oudoom Renaud het regentschap over het graafschap Forez op. Hij verkocht in 1367 het graafschap aan Lodewijk I van Anjou. Annes grootmoeder Jeanne de Bourbon reageerde hierop en met de hulp van haar neef hertog Lodewijk II van Bourbon bezette ze Forez. De zaak werd voorgelegd aan koning Karel V die de verkoop aan Anjou annuleerde en Anne in haar rechten herstelde. Na de dood van Jan II van Forez in 1372 werd Anne gravin van Forez. In 1371 was ze gehuwd met Lodewijk II van Bourbon. Het echtpaar bestuurde samen Forez, maar verbleef meestal in Moulins in het hertogdom Bourbon. In 1410 overleed Lodewijk. Hun zoon Jan I van Bourbon bestuurde voortaan het hertogdom van Bourbon terwijl Anne Forez bestuurde. Ze verbleef regelmatig in haar graafschap en wist door een neutraliteitspolitiek haar gebied buiten de oorlog tussen Armagnacs en Bourguignons te houden.
Ze overleed in 1417 in het kasteel van Cleppé. Ze werd naast haar man begraven in de kerk van de priorij van Souvigny. Na haar dood viel het graafschap Forez toe aan de hertogen van Bourbon en werd het samen met hun andere uitgestrekte gebieden bestuurd, waardoor het feitelijk zijn autonomie verloor.

## Huwelijk en nakomelingen

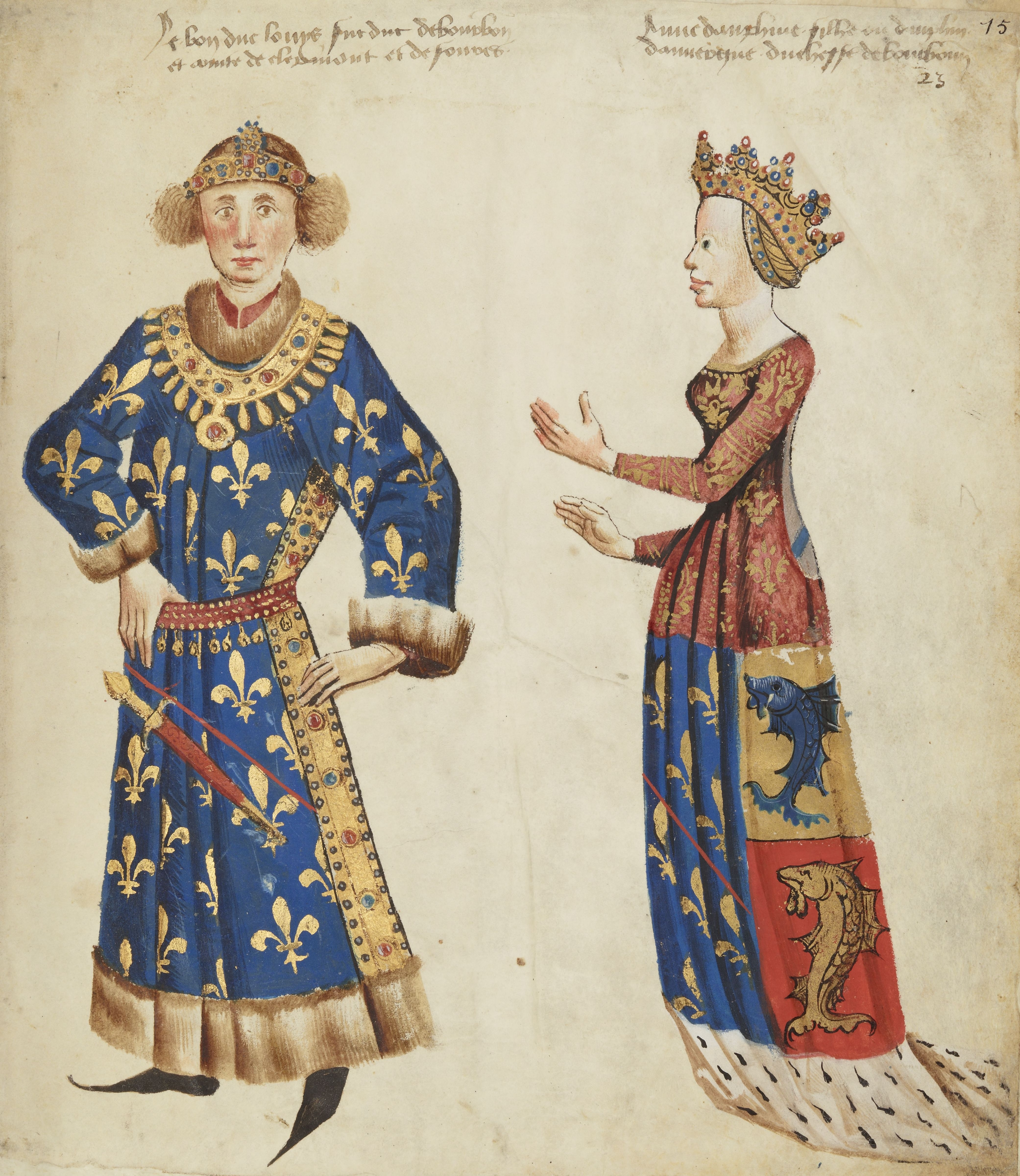
Lodewijk II van Bourbon en Anne

Anne trouwde in 1371 met Lodewijk II van Bourbon. Hun kinderen waren:
- Catherine (1378-), jong gestorven
- Jan I van Bourbon (1381 - 1434), hertog van Bourbon
- Isabella (1384 - na 1451)
- Lodewijk (1388 - 1404), heer van Beaujolais

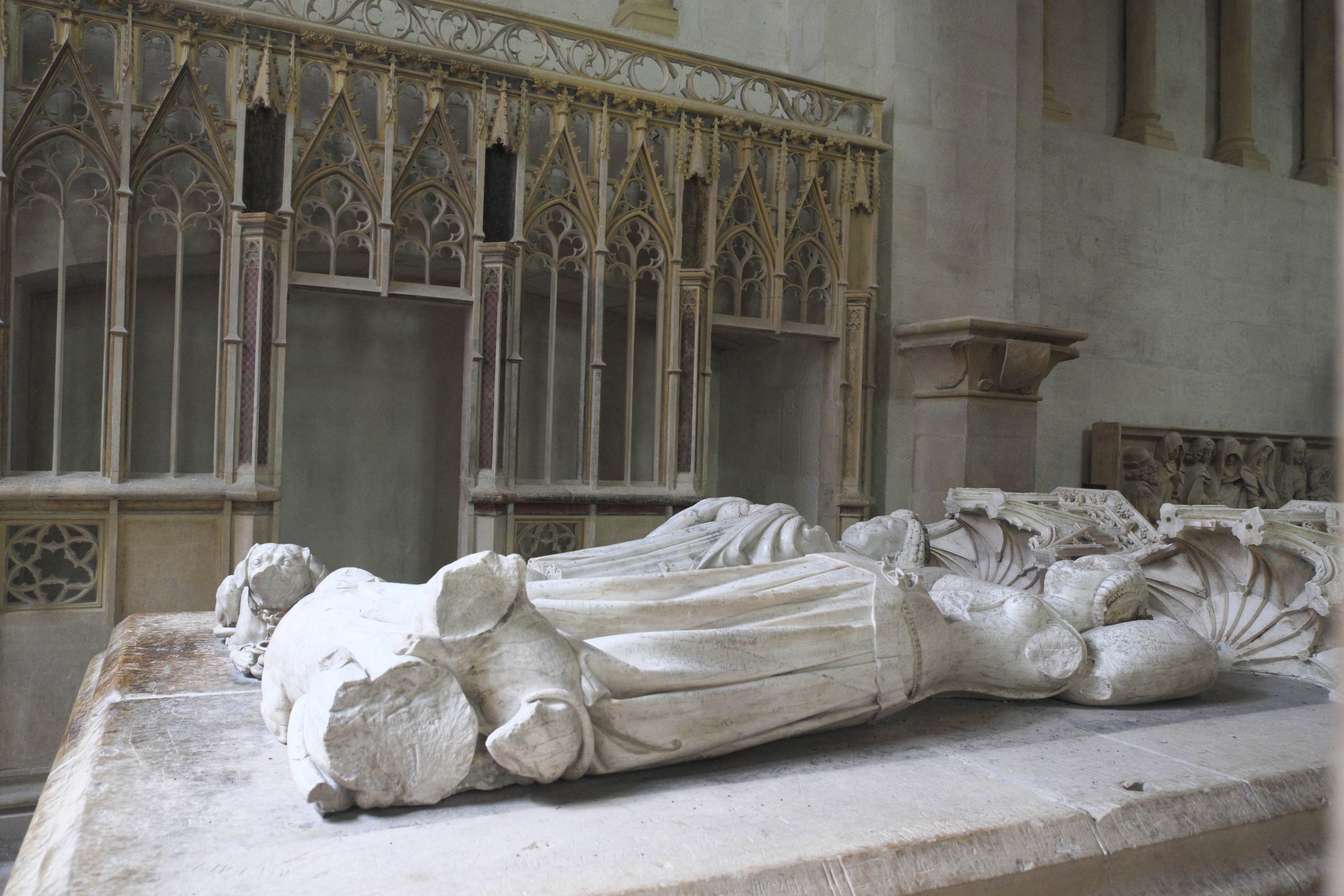
Gisanten van het grafmonument van Lodewijk II en Anne in de kerk van de priorij van Souvigny